# Доріна Секереш
Доріна Секереш (угор. Dorina Szekeres, 30 липня 1992) — угорська плавчиня.
Учасниця Олімпійських Ігор 2012 року.